# Eutropis trivittata
Eutropis trivittata — вид сцинкоподібних ящірок родини сцинкових (Scincidae). Ендемік Індії.

## Поширення і екологія
Eutropis trivittata мешкають в центральній, південній і східній Індії. Вони живуть у вологих і сухих тропічних лісах та в чагарникових заростях.